# Nursel Köse

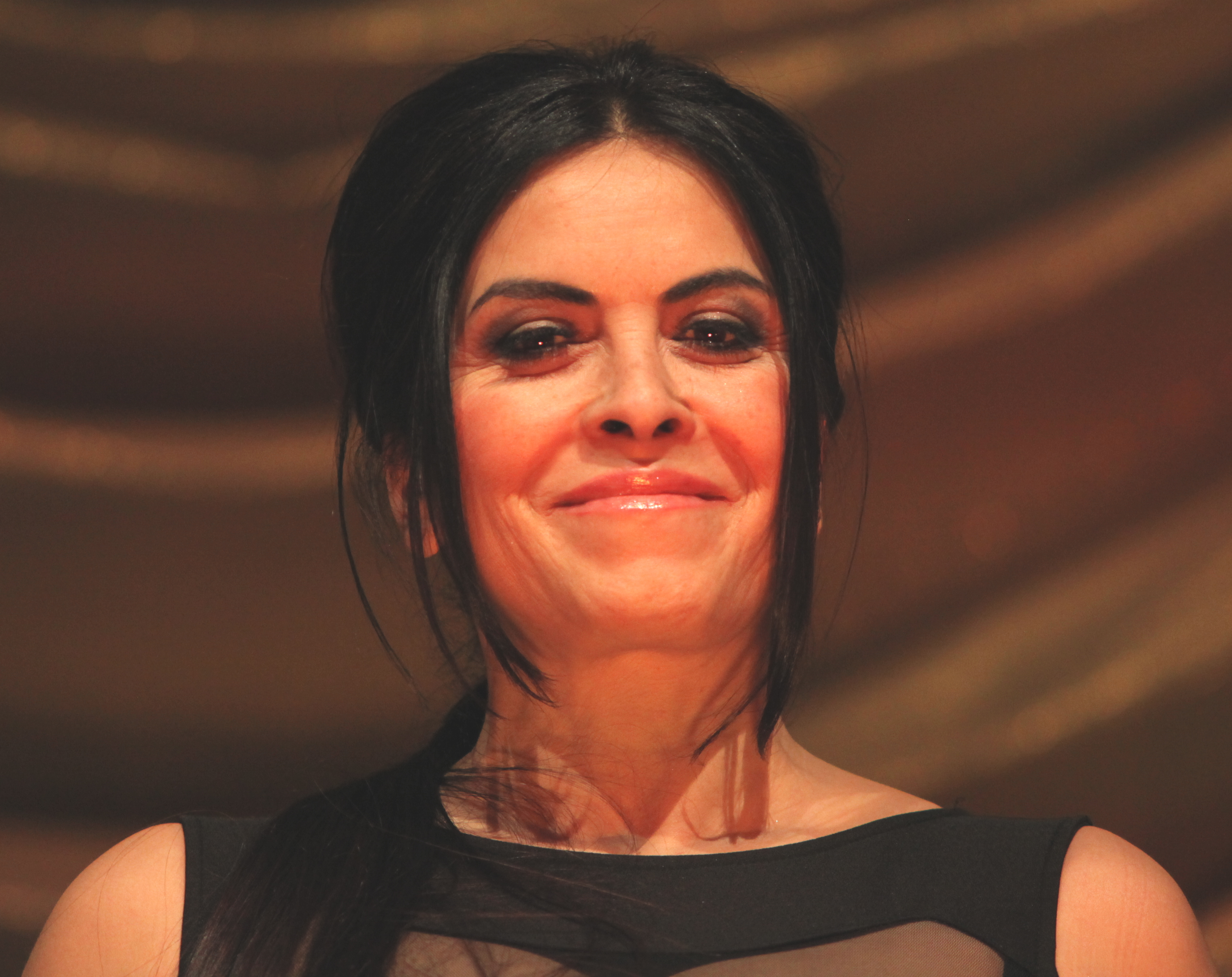
Nursel Köse (2014)

Nursel Köse (anhörenⓘ; * 29. März 1961 in Malatya) ist eine deutsch-türkische Schauspielerin, Autorin und Kabarettistin.

## Leben und Wirken
Nursel Köse kam als Studentin nach Deutschland. Sie ist diplomierte Architektin. Schon während ihres Studiums wirkte sie in diversen Off-Theater-Produktionen als Regisseurin, Schauspielerin und Kabarettistin mit. Außerdem übernahm sie die Projektleitung bei Jugend-, Kinder- und Frauentheaterprojekten in Deutschland. 1992 gründete sie mit „Die Bodenkosmetikerinnen“ das erste ausländische Frauenkabarett in Deutschland. In dieser Gruppe war sie als Regisseurin, Darstellerin und Texterin tätig und tourte bis 2007 durch das Land. Seit der Saison 2009 spielt sie in Istanbul die Hauptrolle in der türkischen Theaterkomödie Bacemdeki Ayı und pendelt zwischen Istanbul und Berlin.
Ihren ersten Auftritt auf der Leinwand hatte sie 1988 in Hark Bohms Film Yasemin. In Buket Alakuş’ preisgekröntem Kinofilm Anam (2001) spielte sie eine Hauptrolle. Danach folgten Rollen in den Filmen Savannah, Kebab Connection und Eine andere Liga. Sie hatte Gastrollen u. a. in Serien wie Türkisch für Anfänger, Die Familienanwältin, Abschnitt 40, Soko Köln sowieso im Hamburger Tatort mit Mehmet Kurtuluş. 2007 spielte sie in Fatih Akıns Spielfilm Auf der anderen Seite, der bei den Wettbewerben der 60. Filmfestspiele von Cannes und der 44. Internationalen Filmfestspiele von Antalya (Türkei) mehrere Preise gewann und offizieller deutscher Beitrag für die Oscar-Verleihung 2007 war. Für ihre Rolle der „Yeter“ erhielt sie beim 44. Filmfestival in Antalya, beim Internationalen Filmfestival in Ankara und dem Yesilçam-Filmfestival in Istanbul jeweils den Preis für die beste Darstellerin in einer Nebenrolle. 2009 kam ihr Kinofilm Die Fremde von Feo Aladağ in die deutschen Kinos. Sie war in der zweiten Folge von Mordkommission Istanbul zu sehen. 2009 drehte Köse auch in der Türkei mit Regisseuren wie Semir Aslanyürek (Yedi Avlu) und spielt in Erfolgsserien wie Kavak Yelleri, Kalpsiz Adam und Kış Masalı und Kötü Yol. 2012 drehte sie den Kinofilm 300 Worte Deutsch (Regie: Züli Aladag), 2013 folgten die Kinofilme Kuzu von Kutluğ Ataman und Kafkas von Erhan Güleryüz.
Nursel Köse schreibt auch Hörspiele, die unter anderem vom Westdeutschen Rundfunk realisiert wurden, so Die Ameisenfrau (1997), Der Schlangenbrunnen (2000) und Der verbannte Vogel (2008). In den 1990er Jahren veröffentlichte sie den Lyrikband Der Liebe zum Trotz sowie Lyrik und Kurzprosa in der Zeitschrift Ütopya (Piya Verlag İstanbul).

## Filmografie
- 1988: Yasemin (Kinofilm)
- 2001: Anam (Kinofilm)
- 2002: Juls Freundin (Fernsehfilm)
- 2002: Savannah (Fernsehfilm)
- 2003: Soko Köln (Fernsehserie/Reihe)
- 2003: Ein großes Mädchen wie Du (Fernsehfilm)
- 2004: Elif & Thomas (TV)
- 2004: Kebab Connection (Kinofilm)
- 2005: Sessiz Gece (Fernsehserie)
- 2005: Eine andere Liga (Kinofilm)
- 2006: Abschnitt 40 (Fernsehserie)
- 2007: Türkisch für Anfänger (Fernsehserie)
- 2007: Kartallar Yüksek Uçar (Fernsehserie)
- 2007: Die Familienanwältin (Fernsehserie/Reihe)
- 2007: Auf der anderen Seite (Kinofilm)
- 2008: Tatort – Auf der Sonnenseite (Fernsehreihe)
- 2008: Kavak Yelleri (Fernsehserie)
- 2008: Kalpsiz Adam (Fernsehserie)
- 2008: Großstadtrevier (Fernsehserie)
- 2009: Mordkommission Istanbul – Mord am Bosporus (Fernsehserie)
- 2009: 7 Avlu – 7 Höfe (Kinofilm)
- 2009–2010: Kış Masalı (Fernsehserie)
- 2010: Die Fremde (Kinofilm)
- 2011: Merhaba (Kurzfilm)
- 2011: Kardelen (Film)
- 2011: Die 72. Zelle (72. Koǧuș) (Fernsehfilm)
- 2011: Anduni – Fremde Heimat (Kinofilm)
- 2011–2012: Al Yazmalım (Fernsehserie)
- 2012: Kötü Yol (Fernsehserie)
- 2012: Dedeler En Iyisini Bilir (Kurzfilm)
- 2012: Gassal (Kurzfilm)
- 2012: München 7 (Fernsehserie, 1 Folge)
- 2013: Kafkas (Film)
- 2013: Enkaz (Kurzfilm)
- 2013: Dostojewskis Traum (Kurzfilm)
- 2013: 300 Worte Deutsch (Kinofilm)
- 2014: Kuzu – The Lamb (Kinofilm)
- 2014–2017: Paramparça (Fernsehserie)
- 2015: Unterm Radar (Fernsehfilm/Reihe)
- 2015: Ein Fisch namens Liebe (Fernsehfilm)
- 2015: İ̇çimde Akan Nehir (Kinofilm)
- 2015: Kreuzfahrt ins Glück (Fernsehserie)
- 2016: Propaganda 2 (Film)
- 2016: Kaçma Birader (Kinofilm)
- 2017: Die Hölle – Inferno (Kinofilm)
- 2018: Eski Köye Yeni Adet (Kinofilm)
- 2018–2019: Avlu (Fernsehserie)
- 2019: Ölü Yatirim (Kinofilm)
- 2019–2020: Güvercin (Fernsehserie)
- 2021: Üç Kuruș (Fernsehserie)
- 2021: Dilberay (Kinofilm)
- 2021: Menajeremi Ara (Fernsehserie)
- 2021: Arıza (Fernsehserie)
- 2022: Dilberay (Dilberay Küçük Dev Kadin)
- 2022: Hilal, Feza and Other Planets
- 2023: Prestij Meselesi
- 2023: Sag Salim 3 – Ölü ya da Diri
- 2023–2024: Aldatmak (Fernsehserie)
- 2024: Baskan

## Auszeichnungen
- 2007: 44. Antalya Golden Orange Film Festival: „Beste Darstellerin in einer Nebenrolle“ für die Rolle „Yeter“ im Film „Auf der anderen Seite“

- 2007: 1. Yeşilçam Ödülleri: „Beste Darstellerin in einer Nebenrolle“ für die Rolle „Yeter“ im Film „Auf der anderen Seite“
- 2007: 19. Ankara Uluslararası Film Festivali: „Beste Darstellerin in einer Nebenrolle“ für die Rolle „Yeter“ im Film „Auf der anderen Seite“
- 2010: Datça Filmfestival: Lebenswerk
- 2010: Safranbolu Filmfestival: Lebenswerk
- 2014: 51. Antalya Golden Orange Film Festival: „Beste Darstellerin in einer Nebenrolle“ für die Rolle „Safiye“  im Film „Kuzu“
- 2019: Evos Angola Award: „Beste Seriendarstellerin des Jahres“ für die Rolle von „Kudret“ in der Serie „Avlu“
- 2019: İ̇stanbul Gelişim Üniversitesi Award: „Beste Darstellerin des Jahres“ für die Rolle von „Kudret“ in der Serie „Avlu“
- 2021: „Beste Charakterdarstellerin des Jahres“ für die Rolle von „İhtiyar“ in der Serie „Arıza“
- 2021: „Beste weibliche Darstellerin“ für die Rolle von „İhtiyar“ in der Serie „Arıza“

## Jury-Mitgliedschaft
- 2007: 12. Filmfestival Münster
- 2008: 9. Europäische Filmfestival Lecce/Italien
- 2016: 53. Internationale Filmfestival Antalya

## Bühne
- 1985–1987: Arkadaș Theater Köln
- 1992–2000: Die Bodenkosmetikerinnen
- 2004–2008: Die Bodenkosmetikerinnen – Das Duo
- 2009: Bahçemdeki Ayı (Theateraufzeichnung)
- 2010–2011: Mutfak – Beşiktaş Kültür Merkezi
- 2018–2019: Gazino Dev Kadro

## Publikationen (Auswahl)
- Der Liebe zum Trotz. Lyrikband, Verlag Landpresse, Weilerswist 1996, ISBN 3-930137-38-0.
- Soytarı Özgürlüğü. Destek Yayınları, İstanbul 2016.
- Beitrag in: In meinem Gedächtnis wohnst Du. Liebesgedichte Hrsg. von Margarete Sorg. Brün-Verlag, Wiesbaden 1997, ISBN 3-926759-41-0.

## Hörspiele
- 1996: Die Ameisenfrau, WDR 5
- 1998: Der Schlangenbrunnen, WDR 5
- 2008: Der verbannte Vogel (Sürgün Kușu), WDR 5